# Esametilentetrammina diperclorato
L'Esametilentetrammina diperclorato è un composto detonante che si forma dalla reazione di soluzioni di acido perclorico concentrato sull'
esammina, conosciuta anche come urotropina, a temperatura inferiore agli 0 °C. È poco solubile in acqua e facilmente solubile in acetone.
La sua formula chimica è C6H10N4Cl2O6 e 
la reazione di sintesi è 
C6H12N4+2HClO4→C6H10N4(ClO3)2+2H2O
È considerato un esplosivo ad alto potenziale: la sua velocità di detonazione è superiore a quella del TNT. Esplode con la reazione:
2C6H10N4Cl2O6+11O2→12CO2+10H2O+4N2+2Cl2.